# 楊禮和
楊禮和（1402年—？年），字節之，四川重慶府江津縣人，明朝政治人物。

## 生平
正統十年（1445年）乙丑科進士。歷戶部郎中，掌薊州分司。天順五年（1461年）三月升鶴慶府知府。

## 家族
曾祖楊濟甫，祖楊文壽，父楊鵬，母吳氏。